# OK Mladenovac
Odbojkaški klub Mladenovac je odbojkaški klub iz Mladenovca, koji se takmiči u prvoj ligi Srbije. Klub postoji više od pet decenija. Tokom svoje duge istorije nosio je imena Jugoazbest, Kobest i Selters. Od 2012. godine, nakon plasmana u prvu ligu, klub postaje gradski klub i nosi ime OK Mladenovac.

## Spoljašnje veze
- Profil kluba na
- OK Mladenovac na sajtu